# BH90210
BH90210 je americký dramatický televizní seriál stanice Fox, který měl premiéru dne 7. srpna 2019.  Seriál je rebootem původního z roku 1990 a šestým v pořadí ve franšíze Beverly Hills, 90210. Hlavní herci Jason Priestley, Shannen Doherty, Jennie Garth, Ian Ziering, Gabrielle Carteris, Brian Austin Green a Tori Spelling se navrátí do svých původních rolí.

## Obsazení

### Hlavní role
- Gabrielle Carteris jako ona sama / Andrea Zuckerman
- Shannen Doherty jako ona sama / Brenda Walsh
- Jennie Garth jako ona sama / Kelly Taylor
- Brian Austin Green jako on sám / David Silver
- Jason Priestley jako on sám / Brandon Walsh
- Tori Spelling jako ona sama / Donna Martin
- Ian Ziering jako on sám / Steve Sander

### Hostující role
- Carol Potter jako ona sama
- Christine Elise jako ona sama
- La La Anthony jako Shay: fiktivní manželka Briana a úspěšná popová zpěvačka.
- Vanessa Lachey jako Camille: fiktivní manželka a manažerka Jasona.
- Ivan Sergei jako Nate: fiktivní manžel Tori a bývalý hokejista.
- Ty Wood jako Zach: mladý fanoušek původního seriálu, který se domnívá, že Brian je jeho biologickým otcem.
- Karis Cameron jako Kyler: fiktivní dcera Jennie, která se chce stát herečkou.
- Evan Roderick jako Chaz Brant
- Brad Bergeron jako Matthew
- Destiny Milns jako Heather
- Natalie Sharp jako Anna, scenáristka seriálu
- Brendan Penny jako Wyatt Jackson, Jennie bodyguard
- Jamie Walters jako on sám
- Denise Richards jako ona sama: matka Anny.

## Seznam dílů

### První řada (2019)
| Č. v seriálu | Č. v řadě | Původní název   | Režie                     | Scénář | Premiéra v USA |
| ------------ | --------- | --------------- | ------------------------- | --- | -------------- |
| 1            | 1         | The Reunion     | Elizabeth Allen Rosenbaum | námět: Tori Spelling, Jennie Garth, Mike Chessler a Chris Alberghini scénář: Mike Chessler, Chris Alberghini a Paul Sciarrotta | 7. srpna 2019  |
| 2            | 2         | The Pitch       | Howard Deutch             | Katie Wech | 14. srpna 2019 |
| 3            | 3         | The Photo Shoot | Jason Priestley           | námět: Jason Coffey a Merigan Mulhern scénář: Jason Coffey, Merigan Mulhern, Mike Chessler a Chris Alberghini                  | 21. srpna 2019 |
| 4            | 4         | The Table Read  | Melanie Mayron            | námět: Michelle Furtney-Goodman a Conner Good scénář: Mike Chessler a Chris Alberghini                                         | 28. září 2019  |
| 5            | 5         | Picture's Up    | Kabir Akhtar              | námět: Mike Deas a Ben O'Hara scénář: Mike Chessler a Chris Alberghini                                                         | 4. září 2019   |
| 6            | 6         | The Long Wait   | Gina Lamar                | námět: Paul Sciarrotta scénář: Aaron Fullerton, Mike Chessler a Chris Alberghini                                               | 11. září 2019  |

## Produkce
V prosinci 2018 bylo magazínem Deadline Hollywood oznámeno, že se pro reboot seriálu Beverly Hills 90210 hledá televizní stanice. Tvůrkyněmi projektu byly Tori Spelling a Jennie Garth a pracovaly na něm ve spolupráci se studiem CBS Television Studios. První náznaky nového seriálu zveřejnila Spellingová na Instagramu v březnu 2018. Do rolí se navrátila většina původního obsazení: Garth, Spelling, Shannen Doherty, Jason Priestley, Ian Ziering, Brian Austin Green a Gabrielle Carteris. Dne 18. prosince 2018 CBS uvedlo, že je seriál v „rané fázi vývoje“. Dodalo: „Nepotvrdíme mnoho detailů kromě toho, že se jedná o netradiční reboot s některými z původního obsazení.“
Dne 1. února 2019 Spellingová potvrdila, že je tvorba rebootu v plném proudu. Po Perryho smrti v březnu 2019 prezident společnosti CBS Television Studios David Stapf řekl, že ho nový seriál svým způsobem uctí. Stapf také potvrdil myšlenku Spellingové, že by měl seriál sjednotit původní obsazení.
Dne 27. února 2019 bylo oznámeno, že stanice Fox objednala šestidílný seriálový reboot. Dle tiskové zprávy z 26. dubna 2019 se bude jmenovat BH90210 a jeho příběh bude inspirován skutečnými životy a vztahy herců. Dne 8. května 2019 bylo oznámeno, že seriál bude mít premiéru 7. srpna 2019 na stanici Fox.